# Marcetella maderensis
A  Marcetella  é uma planta do género botânico da família Rosaceae, espécies endémica da ilha da Madeira e Canárias com as denominações: "Marcetella maderensis (Bornm.) Svent.", "Bencomia maderensis Bornm." e "Sanguisorba maderensis (Bornm.) Nordborg"
Apresenta-se como um arbusto diódico com cerca de 2 metros de altura, perenifólio, e bastante ramificado. As suas folhas são compostas, com 4 a 15 centímetros, e apresentando 7 a 13 íblíolos, oblongo-lanceolados, serrados.
As inflorescências ( rácimo) masculinas e femininas são semelhantes, de 3,5 a 17 centímetros, axiliares.
Apresenta flores com 4 sépalas, não dotadas de pétalas; sendo as masculinas com sépalas de cerca de 3 milímetros, verde brilhantes, com margens escariosas e as femininas com sépalas mais pequenas, com cerca de 2 milímetros e de cor verde-escuras.
Os frutos desta planta (sâmaras) são pequenos, com 3 a 6 milímetros, de forma elipsóides, lisos, acastanhados.
Trata-se de uma espécie endémica da ilha da Madeira, bastante rara, que vive nas escarpas rochosas expostas do litoral e interior da ilha, até aos 700 metros de altitude.
Esta planta apresenta floração: Abril a Maio.